# Министерство сельского хозяйства КНР
Министерство сельского хозяйства и сельских дел Китайской Народной Республики (кит.упр. 中华人民共和国农业农村部) — исполнительный орган государства в правительстве Китайской Народной Республики. В круг обязанностей входят сельское хозяйство и экологические вопросы, связанные с сельским хозяйством, рыболовством, делами потребителей, животноводством, садоводством, продуктами питания, охотой и охотничьим хозяйством, а также высшим образованием и исследованиями в области сельскохозяйственных наук.